# チオペプチド
チオペプチド（Thiopeptide）は、細菌によって産生される硫黄を含むペプチドの抗生物質である。グラム陽性菌に対する抗生物質活性はあるが、グラム陰性菌に対する活性はほとんどない。チオペプチドの多くは、メチシリン耐性黄色ブドウ球菌（MRSA）に対する活性を示しているため、研究対象となっている。チオペプチドには100を超えるものが知られている。

## 化学構造
チオペプチドは、高度に修飾されたアミノ酸を含む硫黄に富む大員環化合物のペプチドである。それらは、複数のチアゾール環およびデヒドロアミノ酸で置換された窒素含有6員環（ピペリジン、デヒドロピペリジンまたはピリジンなど）によって特徴付けられる。大員環化合物は、セリン、スレオニンおよびシステイン残基に由来するチアゾール、オキサゾール、チアゾリンなどのアゾール環を伴うアミノ酸を組み込む足場として機能する。

## 例
チオペプチドの例には、チオストレプトン、シクロチアゾマイシン、ノシヘプチドおよびラクトシリンが含まれる。